# Абагур
Абагур — місто (до 2004 року) в  Кемеровській області  Росії, на лівому березі річки  Томі. З 2004 року увійшло до складу міста Новокузнецька.
Населення — близько 10 тис. чол. (2005).

## Промисловість
- Ремонтно-механічні майстерні
- Лісозавод
- Гравійний кар'єр
- Борошномельний завод

## Цікаві факти
Абагур займав першу строчку в алфавітному порядку міст Росії. Після 2004 року, коли він увійшов до складу Новокузнецька, це звання перейшло до хакаського міста  Абазі.